# Vendise
Vendise − wieś w Estonii, w prowincji Sarema, w gminie Kärla.